# Szturmak

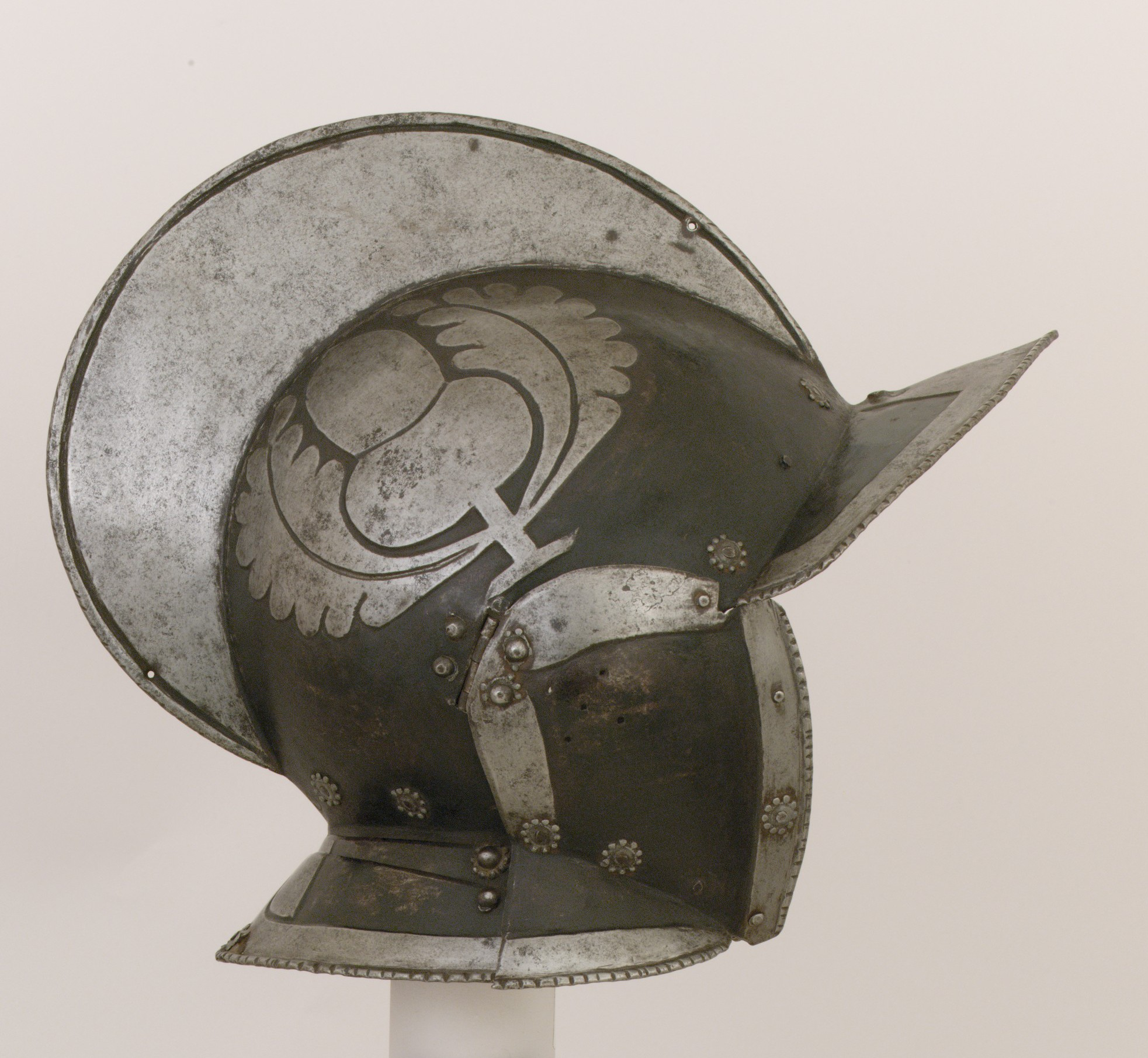
Szturmak

Szturmak (także: burgoneta, hełm burgundzki, szturmowy; niem. sturmhaube, wł. casquetto) – renesansowy hełm najczęściej o konstrukcji otwartej (niekiedy także półotwartej lub zamkniętej), wywodzący się konstrukcyjnie ze średniowiecznej łebki (w niektórych ozdobnych formach nawiązujący również do hełmów antycznych).
Charakteryzował się półokrągłym dzwonem z grzebieniem, ruchomymi lub stałymi policzkami, folgowym bądź jednorodnym nakarczkiem oraz daszkiem osłaniającym oczy, przez który niekiedy przechodził nosal. Używany był w piechocie (landsknechci, pikinierzy), jeździe (arkebuzerzy, rajtarzy, kirasjerzy i czasem dragoni) oraz w służbie morskiej do połowy XVII w. W Polsce takich hełmów używała m.in. husaria w połowie XVI w.

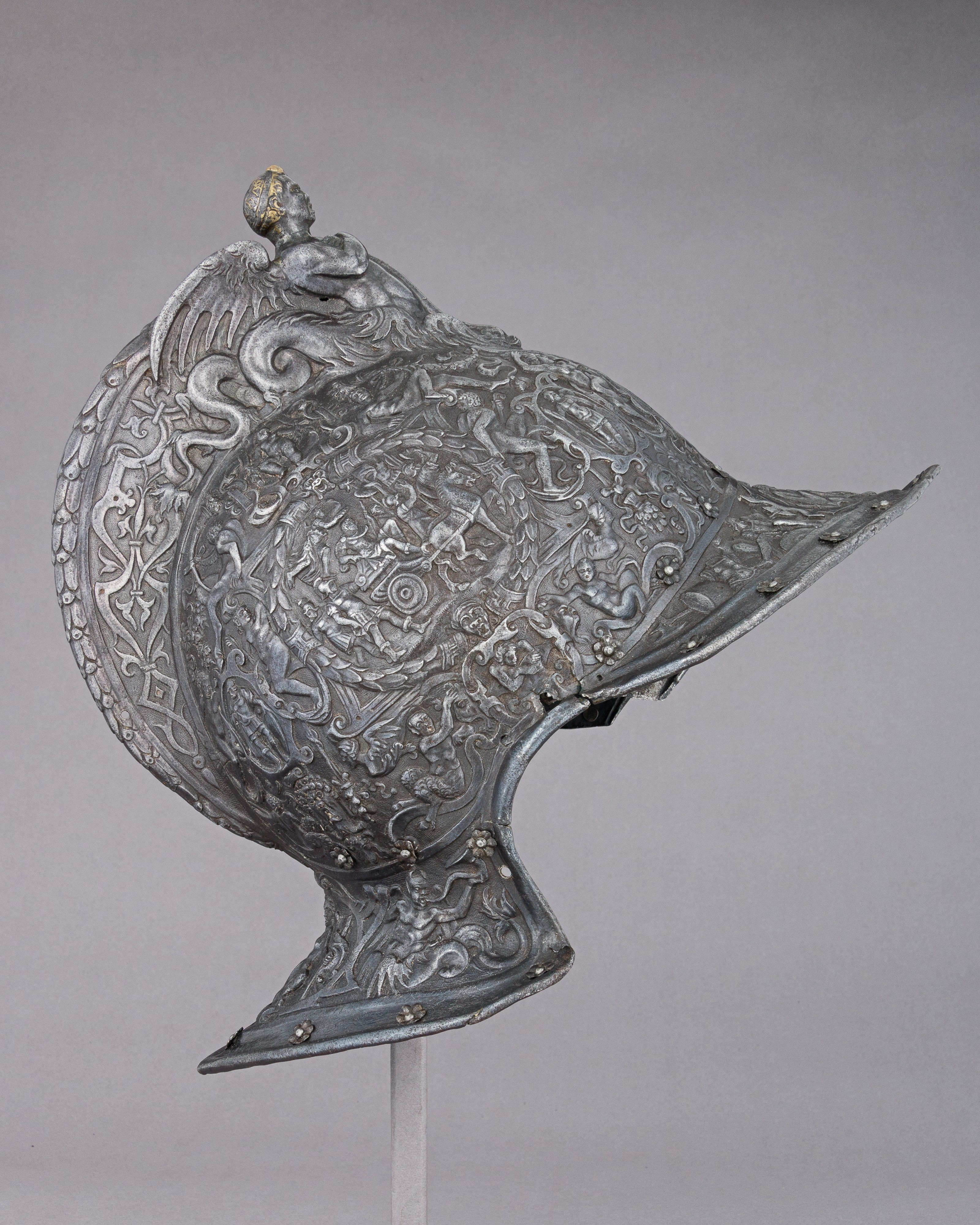
Szturmak o konstrukcji otwartej
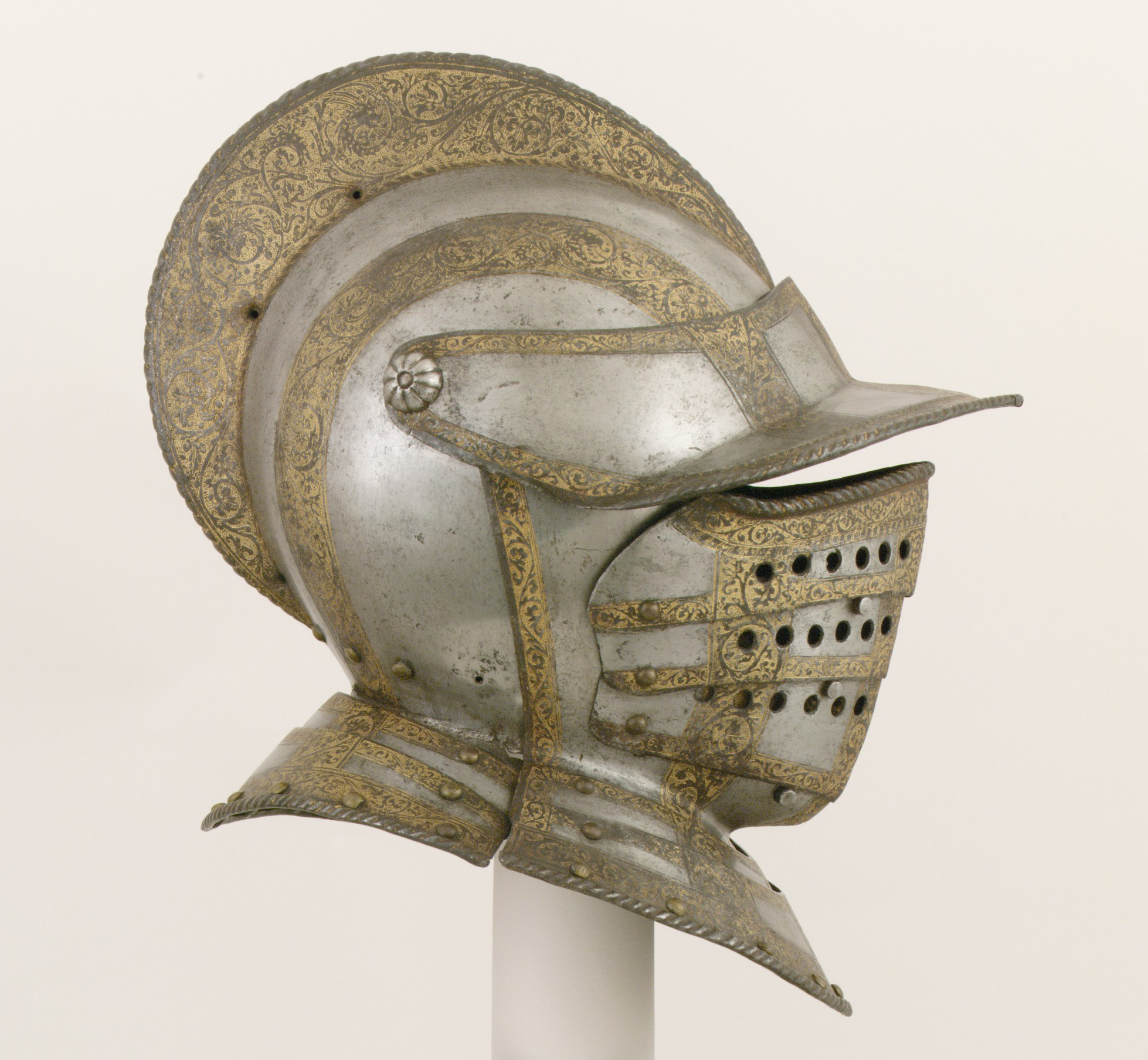
Szturmak o konstrukcji zamkniętej